# Betalipoprotein
Der Begriff Betalipoprotein(e) wird in der medizinischen Literatur in der Regel gleichbedeutend mit der Kombination von „Low Density Lipoprotein“ (LDL) und „Very Low Density Lipoprotein“ (VLDL) verwendet. Diese synonyme Verwendung ist jedoch auch laborchemischer Sicht strenggenommen nicht korrekt.
Bei der Säulenchromatographie stellen sich dabei im Wesentlichen die Anteile der Lipoproteine als Betalipoproteine (also β-Bande) dar, die bei der Ultrazentrifugation dem LDL und VLDL entsprechen. Die β-Bande lässt sich aber wiederum unterteilen, daher wird LDL auch als Betalipoprotein und VLDL als Prä-Betalipoprotein bezeichnet. Laborchemisch gesehen besteht jedoch aufgrund der völlig unterschiedlichen Untersuchungsmethoden keine strenge Identität zwischen den Begriffen „Betalipoproteine“ und „LDL/VLDL“.